# Центральноукраинский государственный университет имени Владимира Винниченко
Центральноукраинский государственный университет имени Владимира Винниченко (ЦГУ) (укр. Центральноукраїнський державний університет імені Володимира Винниченка) — высшее учебное заведение IV уровня аккредитации в городе Кропивницкий, основанное в 1921 году.

## История
Точкой отсчёта истории создания учебного заведения Центральноукраинский государственный педагогический университет имени Владимира Винниченко можно считать появление VIII класса (педагогического по направлению) при женской гимназии в Елисаветграде в 1881 году. На протяжении этих лет заведение переживало упадок и расцвет, но смогло выстоять и сохранить свои лучшие традиции. 

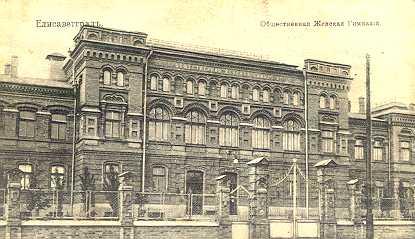
Главный корпус, начало XIX ст.

Первым реальным шагом из создания высшего педагогического заведения в городе стало открытие 1 июня в 1921 году высших педагогических курсов, которые готовили учителей для начальных школ.
В 1925 году педагогические курсы были реорганизованы в Зиновьевский педагогический техникум, который продолжал подготовку учителей для начальной школы. В 1927 году педагогический техникум получил помещение прежней общественной женской гимназии.
Реорганизация системы образования, которое началось 1929 году, привела к образованию в составе педагогического техникума первых факультетов, что положило начало его превращения в институт социального воспитания с трехлетним сроком обучения.
1 октября в 1930 году Совет Народных Комиссаров Украинской ССР принял официальное постановление об открытии института народного образования, который состоял из четырех факультетов: технико-математического, агробиологического, историко-экономического и литературного. Было создано пять кафедр: математики, биологии, истории, педагогики, украинского языка и литературы. В институте работало 26 преподавателей и училось более 300 студентов.
В 1933 году институт социального воспитания реорганизуется в педагогический институт с физико-математическим и химико-биологическим факультетами.
В 1935 году на базе пединститута образуется учительский институт с двухгодичным сроком обучения. На это время существовало уже 9 кафедр, на которых работали 54 преподавателя.
В сентябре в 1937 году при учительском институте было организованный третий факультет — языки и литературы с двумя отделами: российским и украинским. К тому времени в вузе уже училось 530 студентов. Институт в довоенные годы превратился в большой учебный комплекс, что состоял из стационарного и заочного педагогического и учительского институтов и вечернего учительского института. В нем действовало 12 научных кафедр и насчитывалось 62 лица профессорско-преподавательского состава. Институт имел один учебный корпус, 5 лабораторий, 9 учебных кабинетов, библиотеку с фондом в 80 тысяч томов, ботанический сад с оранжереей.
В январе в 1944 году Кропивницкий был освобожден от немецко-фашистских захватчиков. Сразу же начинается возобновление педагогического института, который понес значительные убытки.
В 1955 году осуществлен последний выпуск учителей за двухгодичным сроком обучения, и вуз перешел на подготовку кадров с высшим образованием за учебными планами педагогического института. ВУЗ начал разрастаться, строить новые учебные корпуса, общежития, открывать лаборатории.
В 1983 году в институте был открыт факультет иностранных языков.
В 1992 году Кировоградскому государственному педагогическому институту присвоено имя Владимира Кирилловича Винниченко. 4 апреля 1997 года Постановлением Кабинета Министров Украины Центральноукраинскому государственному педагогическому институту был присвоен статус государственного педагогического университета.
В настоящее время при подготовке специалистов Центральноукраинский государственный педагогический университет имени Владимира Винниченко использует многоступенчатую систему образования. Структуру КрГПУ составляют 5 факультетов, осуществляющие подготовку по 24 специальностям. Число студентов КрГПУ перевалило за 6 тысяч, а учебно-воспитательную деятельность осуществляет большой коллектив высокой квалификации. Центральноукраинский педагогический университет им. Винниченко часто становится площадкой для проведения множества конференций и семинаров различной направленности, а сотрудничество с многими научными и образовательными центрами даёт широкий простор для обмена опытом и исследовательской работы.

## Рейтинги
В 2014 году агентство «Эксперт РА», включило ВУЗ в список лучших высших учебных заведений Содружества Независимых Государств, где ему был присвоен рейтинговый класс «Е».

## Структура
- Факультет иностранных языков:
- язык и литература (английская);
- язык и литература (немецкая);
- язык и литература (русская);
- перевод.
- Факультет истории и права:
- история;
- политология;
- правоведение.
- Художественный факультет:
- музыкальная педагогика и воспитание;
- изобразительное и декоративно-прикладное искусство;
- хореография.
- Естественно-географический факультет:
- география;
- химия;
- биология.
- Физико-математический факультет:
- информатика;
- математика;
- трудовое обучение;
- физика;
- статистика.
- Факультет физического воспитания:
- олимпийский и профессиональный спорт;
- физическое воспитание;
- физическая реабилитация.
- Факультет филологии и журналистики:
- издательское дело и редактированиe;
- педагогика и методика среднего образования, украинский язык и литература.
- Педагогический факультет
- Начальное образование и практическая психология
- Начальное образование и хореография
- Начальное образование и изобразительное искусство
- Дошкольное воспитания и ин.яз.

## Известные преподаватели и выпускники
- Дейнекин, Валерий Дмитриевич (1955—2003) — украинский режиссёр, актёр и педагог.
- Марко, Василий Петрович (1936—2015) — советский и украинский литературовед.

## Галерея

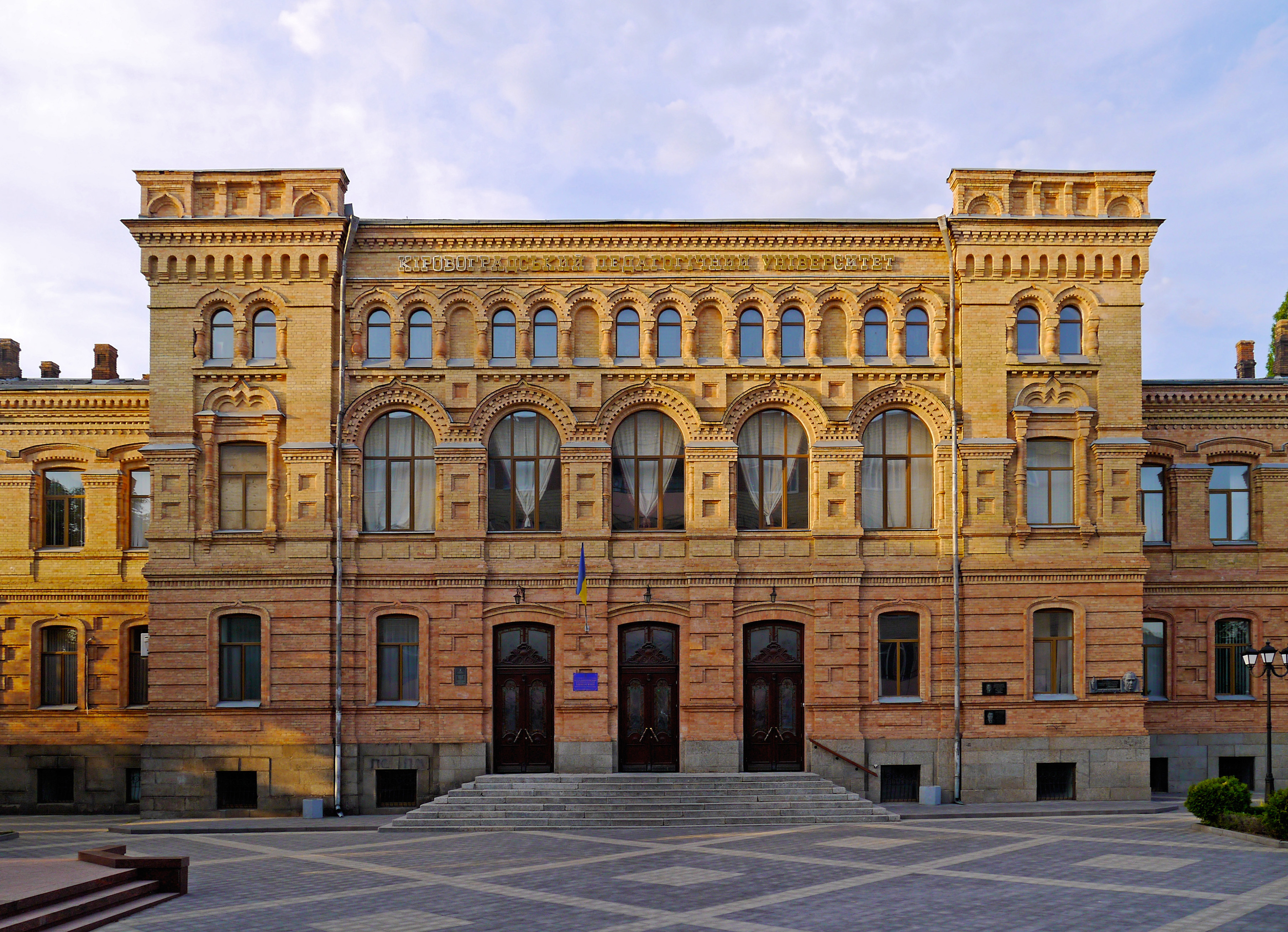
Корпус № 1
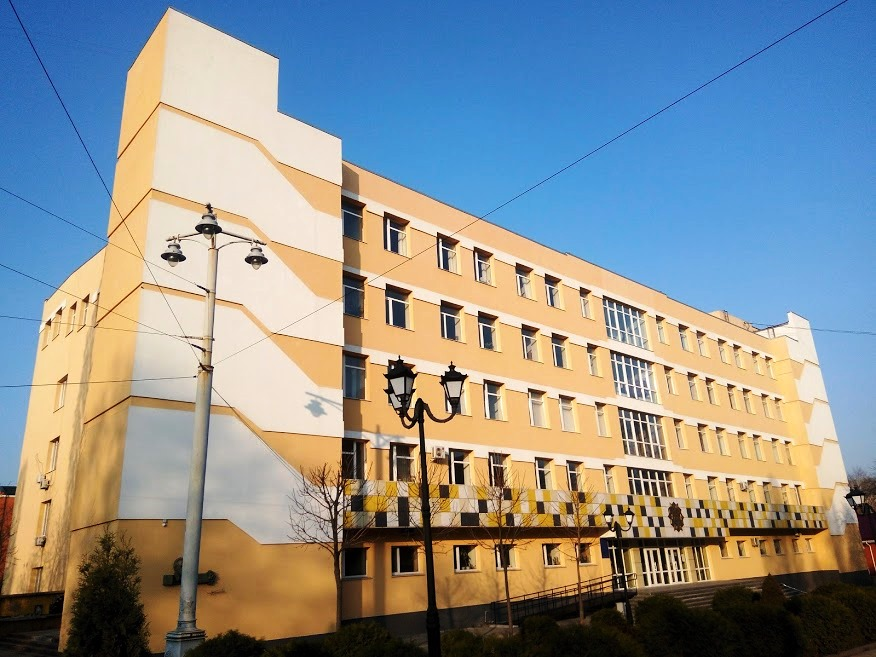
Корпус № 5
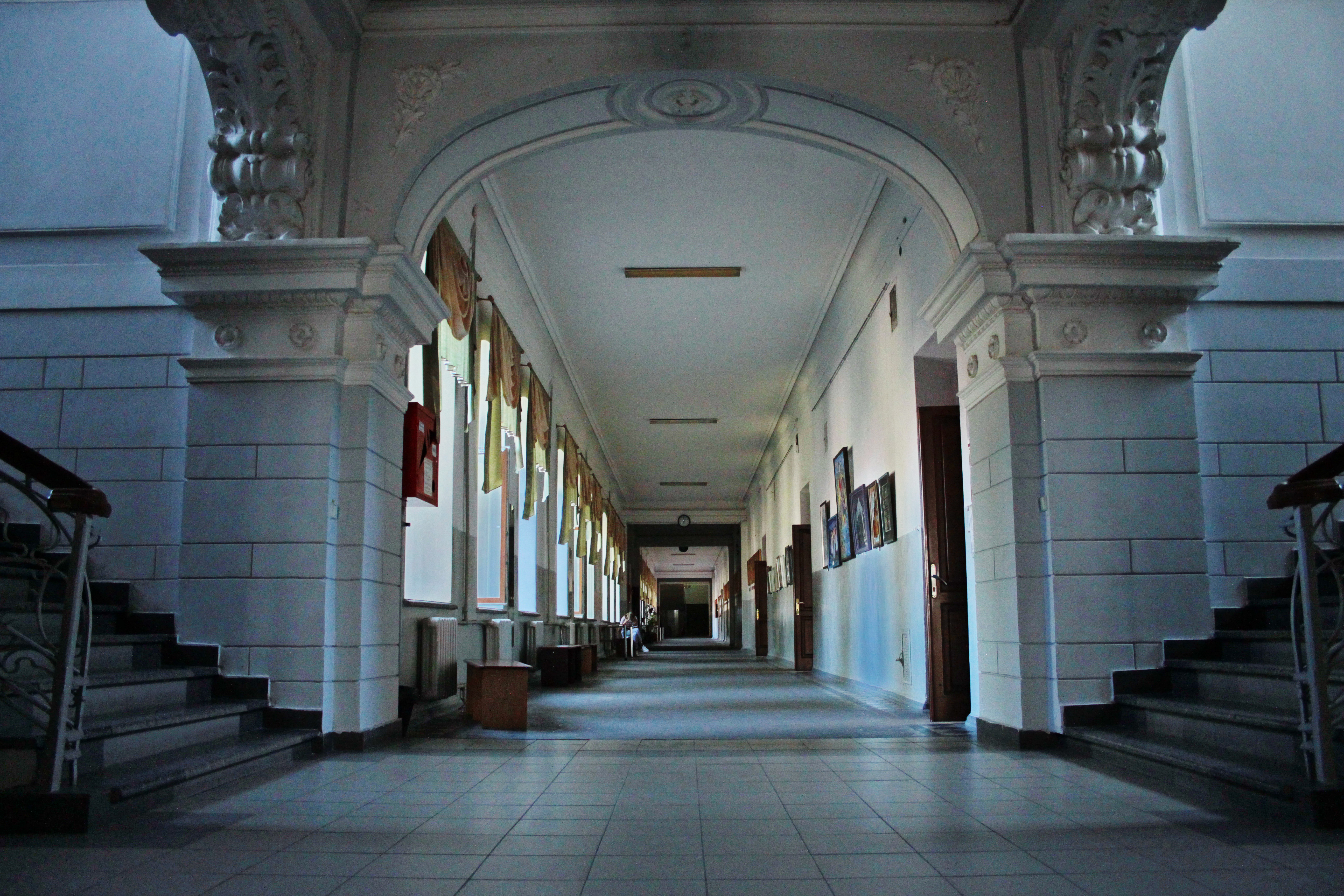
Интерьер главного корпуса